# Carlos Kiese
Carlos Alberto Kiese Wiesner (Tebicuary, 1º giugno 1957) è un allenatore di calcio ed ex calciatore paraguaiano, di ruolo centrocampista.

## Palmarès

### Giocatore

#### Competizioni nazionali
- Campionato paraguaiano: 8

Olimpia: 1975, 1978, 1979, 1980, 1981, 1982, 1983
Cerro Porteño: 1987
- Campionato brasiliano: 1

Gremio: 1981

#### Competizioni statali
- Campionato Gaucho: 1

Gremio: 1980

#### Competizioni internazionali
- Coppa Libertadores: 1

Olimpia: 1979
- Coppa Intercontinentale: 1

Olimpia: 1979
- Coppa Interamericana: 1

Olimpia: 1979

### Allenatore

#### Competizioni nazionali
- Campionato paraguaiano: 1

Cerro Porteño: 1996